# Vittvång
Vittvång är ett mindre samhälle några kilometer söder om Örebro. Det gränsar till stadsdelarna Adolfsberg och Marieberg, samt Bondsätter. I området dominerar ett större gods med hästuppfödning. Annars inskränker sig bebyggelsen till några nybyggda villor och ett soldattorp. Vittvång omges av åkermark och av Amerikaskogen i norr.